# Plan Guadalhorce (1926)

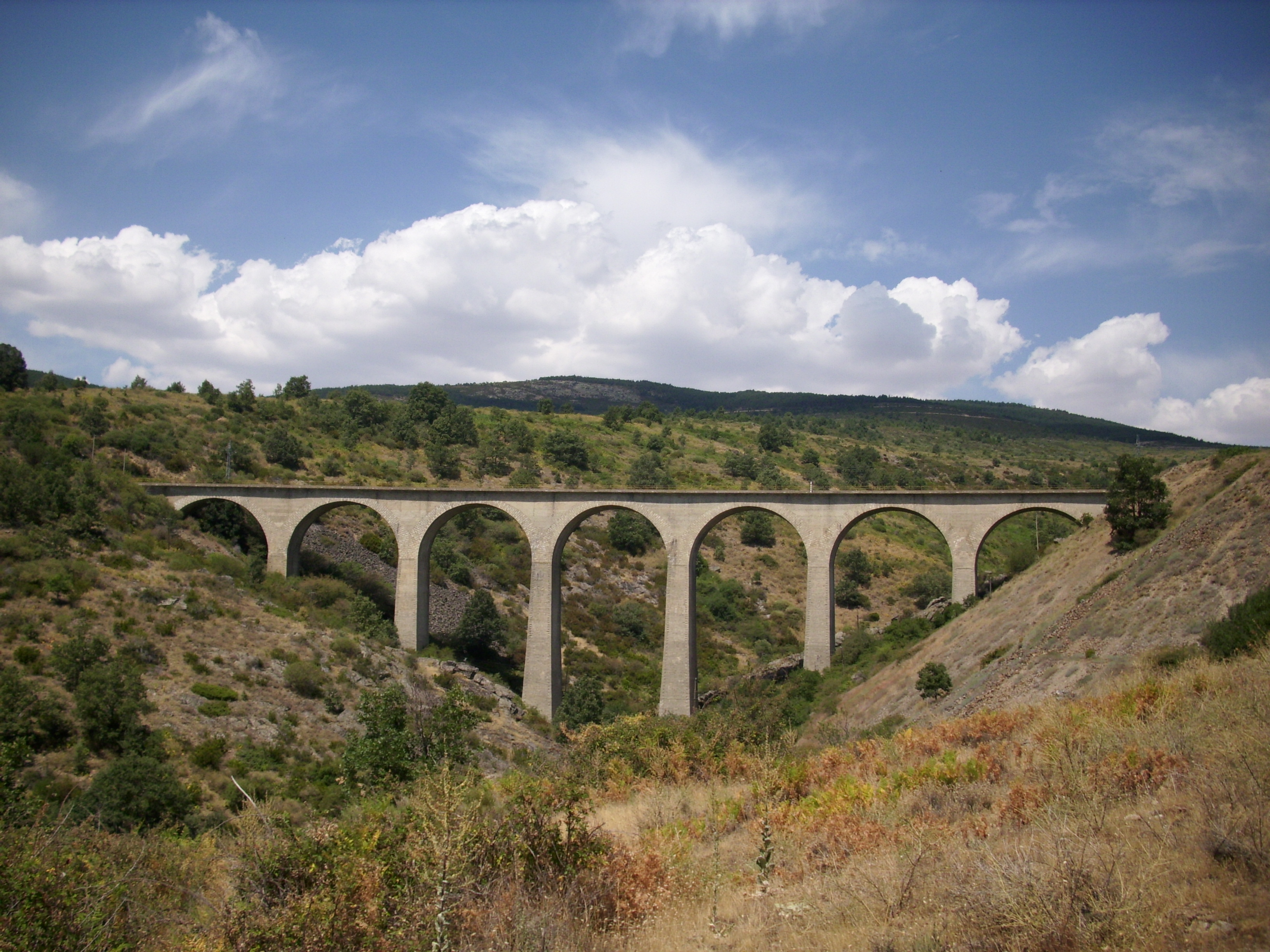
Vista del viaducto de Robregordo, perteneciente al ferrocarril directo Madrid-Burgos (2008).

El Plan Preferente de Ferrocarriles de Urgente Construcción, más conocido como «Plan Guadalhorce» por el nombre del entonces Ministro de Fomento (el conde de Guadalhorce), fue un plan de desarrollo de infraestructura ferroviaria iniciado en 1926 en España, durante el período de la dictadura de Primo de Rivera. La llegada de la Segunda República supuso la derogación de este plan ferroviario, aunque la construcción de algunas líneas continuó. Debido a la Guerra civil y la posterior posguerra, la construcción de muchas líneas se retrasó enormemente y debido a esto en la década de 1960 cesaron los trabajos en su casi totalidad. 
En la actualidad se mantienen en servicio algunos de los trazados cuya construcción sí se completó, mientras que en otros casos las líneas fueron clausuradas. 

## Historia

### Orígenes

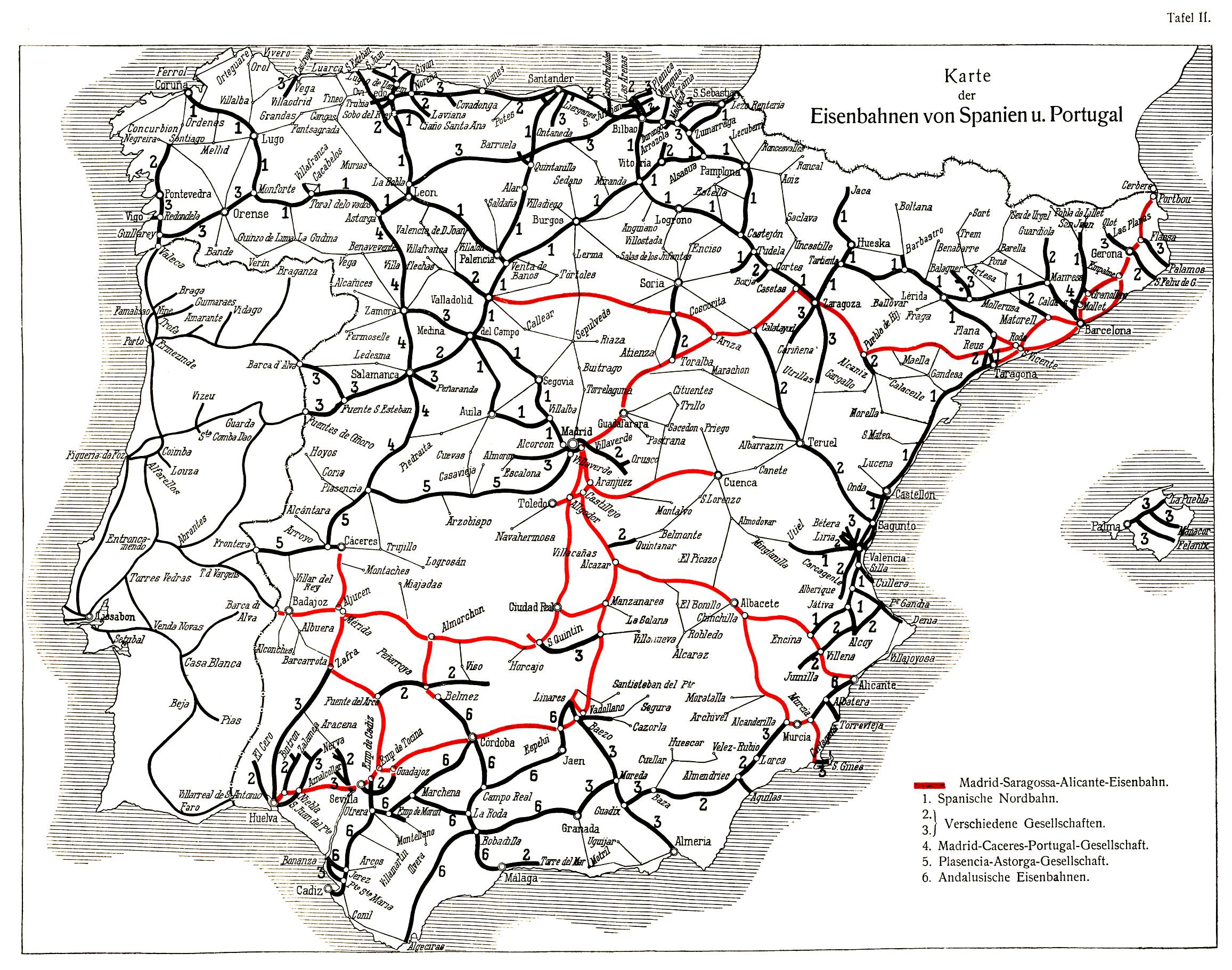
Mapa alemán con la red de ferrocarriles en España, c. 1921.

La dictadura de Primo de Rivera promulgó un plan de construcción de nuevos ferrocarriles de ancho ibérico, los llamados «ferrocarriles secundarios», que debían completar la red principal ya existente. El 5 de marzo de 1926 se aprobó el llamado «Plan Guadalhorce», que fue llamado así en honor del ministro de fomento, Rafael Benjumea y Burín (conde de Guadalhorce). El plan incluía la construcción de más de una docena de líneas férreas, de entre las cuales destacaban las siguientes:
- Baeza-Utiel-Lérida-Saint Girons;
- Cuenca-Utiel;
- Jerez de la Frontera-Almargen;
- Madrid-Aranda de Duero-Burgos;
- Puertollano-Marmolejo;
- Talavera-Villanueva de la Serena;
- Zamora-La Coruña;

Buena parte de las líneas contempladas en el Plan Guadalhorce ya habían sido contempladas en la Ley de Ferrocarriles de 1877. El trazado más ambicioso era el ferrocarril transversal que comenzaba en Baeza-Empalme y continuaba su recorrido por Albacete, Utiel, Teruel, Alcañiz y Lérida hasta alcanzar la frontera francesa. Por su parte, el ferrocarril de Zamora a La Coruña buscaba finalizar las obras ya iniciadas durante el siglo XIX por la Compañía del Ferrocarril de Medina a Zamora y de Orense a Vigo (MZOV), las cuales no habían sido completadas hasta entonces. El anteproyecto del Plan General, que había sido presentado al Consejo Superior de Ferrocarriles en 1925, ya reconocía entonces las dificultades para la consecución de todos estos proyectos ferroviarios ante la creciente competencia del transporte a motor. Al margen de lo estipulado en el Plan Guadalhorce, cabe señalar que por aquellas fechas el Estado tenía a su cargo la construcción de varias líneas férreas, como la Gibraleón-Ayamonte o La Puebla de Híjar-Tortosa, dos ferrocarriles que en ambos casos se hallaban incompletos y sin finalizar desde principios del siglo XX.

### Desarrollo y vicisitudes
Las obras comenzaron poco después de la promulgación del Plan Guadalhorce, avanzando en algunos casos a buen ritmo. Sin embargo, la crisis económica que sobrevino tras el Crac fde 1929 y la llegada de la Segunda República supusieron un cambio brusco. La paralización de las obras se debió en buena medida a la mala situación financiera de la República, a pesar del hecho de que algunos trabajos se encontraban en un estado muy avanzado —en otros casos, sin embargo, la situación era totalmente distinta—. En un decreto del 3 de julio de 1931 el nuevo gobierno republicano derogó el Plan Preferente de Ferrocarriles, y un año después sería declarado nulo. Durante la Guerra Civil y la dictadura franquista se reinició la construcción de algunos trazados. Este sería el caso de la línea Bargas-Toledo, que entró en servicio en 1938. Sin embargo, la propia situación bélica y las duras condiciones de la posguerra retrasaron la finalización de las obras. Aun así, durante esta etapa se lograrían finalizar e inaugurar varios de los ferrocarriles previstos: Soria-Castejón (1941), Cuenca-Utiel (1947), Lérida-Puebla de Segur (1951) o Zamora-La Coruña (1958).
Hasta la década de 1960 todavía se encontraban en marcha las obras de algunas de las líneas previstas en el Plan de 1926, situación que se debió a las carencias presupuestarias de los años anteriores. En 1962 un informe del Banco Mundial recomendó a RENFE que se abandonara la construcción de nuevas líneas ferroviarias y que las inversiones se concentraran en la mejora o mantenimiento de la red ya existente. Las consecuencias de este informe se hicieron sentir pronto, pues se paralizaron todos los trabajos en marcha y se tomó la decisión de desechar la mayoría de líneas inconclusas. Así, la línea Baeza-Utiel quedó abandonada cuando su construcción se encontraba muy avanzada y solo faltaba la instalación de las vías. Otras líneas también se hallaban muy avanzadas en su construcción y fueron abandonadas, a pesar de la ingente inversión realizada. Caso distinto fue el del ferrocarril directo Madrid-Burgos, pues se decidió concluir su construcción. Finalmente, la línea fue inaugurada en 1968.
En la actualidad muchos de los trazados inconclusos han servido de base para la instalación de varias vías verdes. Este es el caso de la Vía verde de la Jara o del Camino Natural de las Vegas del Guadiana (que reaprovechan el trazado de la línea Talavera-Villanueva de la Serena).

## Líneas proyectadas
| Trazado                                | Longitud | Inauguración | Notas                                                                           |
| Línea Alcoy-Alicante                   | —        | —            | No llegó a completarse. Reconvertida parcialmente en Vía verde.                 |
| Línea Bargas-Toledo                    | 18 km    | 1938         | Clausurada en 1955. En la actualidad está desmantelada.                         |
| Línea Baeza-Saint Girons               | —        | —            | No llegó a completarse. Solo entró en servicio el tramo Lérida-Puebla de Segur. |
| Línea Cuenca-Utiel                     | 113 km   | 1947         | Fuera de servicio desde 2021.                                                   |
| Línea Jerez-Almargen                   | —        | —            | No llegó a completarse. Reconvertida parcialmente en Vía verde.                 |
| Línea Madrid-Burgos                    | 282 km   | 1968         | Actualmente en servicio (parcial).                                              |
| Línea Málaga-Algeciras                 | —        | —            | Proyecto cancelado.                                                             |
| Línea Pamplona-Alduides                | —        | —            | Proyecto cancelado.                                                             |
| Línea Puertollano-Marmolejo            | —        | —            | La obra fue abandonada, sin llegar a completarse.                               |
| Línea Plasencia-Frontera portuguesa    | —        | —            | Proyecto cancelado.                                                             |
| Línea Soria-Castejón                   | 103 km   | 1941         | Fuera de servicio desde 1996.                                                   |
| Línea Talavera-Villanueva de la Serena | —        | —            | No llegó a completarse. Reconvertida parcialmente en Vía verde.                 |
| Línea Totana-Cartagena                 | —        | —            | No llegó a completarse. Reconvertida en Vía verde.                              |
| Línea Zamora-La Coruña                 | 453 km   | 1958         | Actualmente en servicio.                                                        |